# William Orbit
William Mark Wainwright, (Londres, 15 de dezembro de 1956) mais conhecido como William Orbit é um músico, compositor e produtor musical inglês, seu trabalho mais notável para a maioria do público foi o álbum Ray of Light da cantora Madonna. Ele também coproduziu várias músicas inéditas gravadas originalmente em outros álbuns de Madonna. Ele produziu o álbum 13 do Blur e remixou algumas das canções do álbum.

## Biografia
Orbit nasceu em Shoreditch, Londres. Além de ser um produtor, Orbit também é um compositor e multi-instrumentista e é especializado em música eletrônica. Em grande parte de seu trabalho também toca violão e guitarra. Já gravou vários álbuns solo de música instrumental, um deles no IRS com o nome Strange Cargo que possui vocais os de Beth Orton, Laurie Mayer e Joe Frank, entre outros. Uma faixa de destaque do álbum Strange Cargo 3 são as faixas "Water from a Vine Leaf" e "Story of Light".
Nos anos 80 formou o grupo Torch Song, com Laurie Mayer. Nesse período, montaram o Guerilla Studios em uma escola abandonada na estrada Harrow. Eles compartilhavam o local com um grupo de anarquistas espanhóis que ficou conhecido como El Centro Ibérico. Eles se juntaram posteriormente a um terceiro membro, Rico Conning.
Orbit foi o homem por trás do grupo musical Bassomatic no início da década de 1990. Seu sucesso na época era Fascinating Rhythm.
Com Rico Conning ele produziu o álbum Pop Satori, do pop star francês Étienne Daho. Ele também remixou a canção de Prince " Batdance ", do filme Batman, de 1989. Os remixes Orbit trazem com consigo sua assinatura eletrônica e muita técnicas, fazendo seu trabalho solo ser muito procurado pelos fãs.
Orbit também produziu uma versão do compositor americano Samuel Barber Adagio for Strings (A versão original que foi usado como tema principal da trilha sonora do filme Platoon). Adagio foi levantada a partir do álbum Pieces num estilo moderno, uma compilação de clássicos re-trabalhos. Orbit criou versões remixada em 1999 por Ferry Corsten e se tornou um grande hit.

## Produção
Orbit já trabalhou com grupos como All Saints em ("Pure Shores", "Black Coffee", "Dreams", "Surrender") e Sugababes ("Spiral") e cantora Pink ("Feel Good Time" de Charlie's Angels 2). Ele produziu "Dice" para Finley Quaye com a colaboração de Beth Orton; Quaye também tocava violão e cantava em outras faixas inéditas, incluindo o Arioso com Madonna.
Trabalhou com o U2 na música Electrical Storm do álbum The Best of 1990-2000.
Criou gravadora Guerilla Records em 1989. Orbit também criou vários programas de rádio. No final dos anos 1990, ele teve uma série em Los Angeles pela KCRW chamado Odyssey Stereo. A música de Orbit "Time To Get Wise" foi usada como trilha sonora do filme What the Bleep Do We Know!?(O que diabos nós sabemos?),em 2004.
Seu álbum Hello Waveforms foi lançado no Sanctuary label em 2006. Posteriormente, ele produziu duas faixas - "Louise" e "Summertime" - para Robbie Williams em 2006 no álbum Rudebox. Ele também mixou várias faixas no álbum de Laurie Mayer o mais recente Black Lining.
No Outono de 2006, "Purdy," uma canção escrita com Laurie Mayer e Rico, foi usada como trilha sonora para uma campanha publicitária para a TV H&M, estrelado por Madonna, dirigido por ela e Dan CADAN.
2007 foi o ano em que Orbit compôs  sua primeira série para orquestra. A composição foi realizada em 8 de julho de 2007, pela Orquestra Filarmônica da BBC no Bridgewater Hall, em Manchester no Festival International.
Em 04 de maio de 2009 Orbit lançou seu novo álbum, My Oracle Lives Uptown. Ele freqüentemente toca em vários locais.
Orbit mora no norte de Londres, mantém um escritório em Los Angeles e estúdio em Hoxton Square, em Londres. Purdy apareceu mixado por Chicane no Ministry of Sound: Inferno (2009). Em 2010, foi anunciado que William Orbit trabalharia com Katie Melua e produziria seu quarto álbum de estúdio. Orbit também se reuniu com a cantora Nadine Coyle, da girl-band Girls Aloud, para discutir sobre a produção de faixas de seu álbum solo. Orbit está trabalhando como parte da arte Luxor coletiva, com a ex-dançarina do Ballet Nacional inglês Anna-Mi Fredriksson e o artista Pauline Amos.

## Atualmente
Orbit lançou o álbum Pieces in a Modern Style II em 2010 pelo selo Decca.
Além disso, em outubro do mesmo ano, William apresentou uma compilação de música eletrônica sob o selo Ministry of Sound, chamado Odyssey, que inclui um novo remix de seu sucesso no Bassomatic, Fascinating Rhythm.
Orbit criou uma rádio de internet (StreamCast), que permite ouvir mais de 10 horas de sua música. Na lista estão variações e remixes de suas músicas mais famosas.
Seu novo álbum chamado Torch Song Cellcloud, apesar de estar pronto há vários anos não vê a luz até o tempo necessário para promovê-lo como ele merece.  Trabalhou no décimo segundo álbum da cantora Madonna, lançado em 2012, e atualmente compôs e produziu uma faixa para o oitavo álbum de estúdio da cantora Britney Spears. Em novembro de 2013, durante uma entrevista para a M Magazine, o músico afirmou que estaria compondo alguma coisa com a cantora Adele em meados de 2014, para o terceiro álbum de estúdio da mesma.

## Discografia

### Solo
- 1987 - Orbit
- 1987 - Strange Cargo
- 1990 - Strange Cargo II
- 1993 - Strange Cargo III
- 1995 - Pieces in a Modern Style (EP)
- 1996 -The Best of Strange Cargos
  - Uma coletânea da série Strange Cargos de Orbit

- 2000 - Pieces in a Modern Style
- Strange Cargo Vol.1-3 [Box Set]
- 2006 - Hello Waveforms
- 2009 - My Oracle Lives Uptown

### Torch Song
- Wish Thing
- Ecstasy
- Exhibit A
- Toward the Unknown Region

### Bassomatic
- Set the Controls for the Heart of the Bass
- Science & Melody